# تيموثي سايكس
تيموثي سايكس (بالإنجليزية: Timothy Sykes)‏ هو رائد أعمال أمريكي، ولد في 16 أبريل 1981 في أورانج في الولايات المتحدة.

## وصلات خارجية
- الموقع الرسمي